# Нірунмас
Нірунма́с (індонез. Nirunmas) — один з 10 районів округу Західне Південно-Східне Малуку провінції Малуку у складі Індонезії. Розташований на північному сході острова Ямдена. Адміністративний центр — село Ватмурі.
Населення — 7378 осіб (2012; 7044 в 2010).

## Адміністративний поділ
До складу району входять 5 сіл:
| Населений пункт   | Населення, осіб (2010) |
| ----------------- | ---------------------- |
| Арма, село        | 1900                   |
| Ватмурі, село     | 1961                   |
| Ватуру, село      | 1274                   |
| Манглусі, село    | 958                    |
| Тутукембонг, село | 951                    |